# Béja
Béja er en by i det nordvestlige Tunesien, med et indbyggertal (pr. 2004) på cirka 56.600. Byen er hovedstad i et governorat af samme navn, og var centrum for flere kamphandlinger under 2. verdenskrig.

## Ekstern henvisning
- Wikimedia Commons har flere filer relateret til Béja
- Officiel hjemmeside